# NGC 2638
NGC 2638 ist eine linsenförmige Galaxie vom Hubble-Typ S0-a im Sternbild Luchs. Sie ist schätzungsweise 171 Millionen Lichtjahre von der Milchstraße entfernt.
Das Objekt wurde am 21. Januar 1885 von Edouard Stephan entdeckt.